# Mảng Á-Âu

Mảng Á-Âu, phần màu xanh lục, sẫm và nhạt

Mảng Á-Âu là một mảng kiến tạo bao gồm phần lớn đại lục Á-Âu (vùng đất rộng lớn bao gồm hai châu lục là châu Âu và châu Á), với các biệt lệ lớn đáng chú ý là trừ đi tiểu lục địa Ấn Độ, tiểu lục địa Ả Rập, cũng như khu vực ở phía đông của dãy núi Chersky tại Đông Siberia. Nó còn bao gồm cả một phần lớp vỏ đại dương trải dài về phía tây tới tận sống núi ngầm giữa Đại Tây Dương và về phía bắc tới sống núi ngầm Gakkel.
Rìa phía đông của nó là ranh giới với mảng Bắc Mỹ ở phía bắc và ranh giới với mảng Philippin ở phía nam, và có thể là với mảng Okhotsk cũng như là với mảng Amur (nếu hai mảng này được coi là tách biệt). Rìa phía nam là ranh giới với mảng châu Phi ở phía tây, mảng Ả Rập ở đoạn giữa và mảng Ấn-Úc ở phía đông. Rìa phía tây là ranh giới phân kỳ với mảng Bắc Mỹ để hình thành nên phần đầu phía bắc của sống núi ngầm giữa Đại Tây Dương, với đảo đáng chú ý nhất nằm trên đó chính là Iceland.